# Yakubiyah
Yakubiyah (tiếng Ả Rập: اليعقوبية, tiếng Armenia: Յակուբիե; cũng đánh vần Yacoubiyah, Yakoubieh, Yacoubeh hoặc Yaqubiyah) là một ngôi làng ở phía tây bắc Syria, hành chính một phần của tro-Shugur Quận Jisr, cấp dưới đến Idlib, nằm ở phía tây của Idlib và chỉ về phía đông nam của biên giới với Thổ Nhĩ Kỳ. Nó nằm trong một ngọn núi được trồng tốt trên sông Orontes, với độ cao 480 mét so với mực nước biển. Các địa phương lân cận bao gồm Qunaya tiếp giáp với phía đông, Kafr Debbin xa hơn về phía đông, trung tâm nahiyah (" phó huyện ") của al-Janudiyah ở phía nam, al-Malnad ở phía tây và Zarzur ở phía bắc.
Theo Cục Thống kê Trung ương Syria (CBS), Yakubiyah có dân số 476 người trong cuộc điều tra dân số năm 2004. Cư dân của nó chủ yếu là Kitô hữu, đại khái được chia thành các giáo phái Công giáo và Công giáo Armenia. Các khu vực xung quanh chủ yếu là nơi sinh sống của người Hồi giáo Sunni. Có hai nhà thờ Tông Armenia trong Yacoubiyah: Saint Anna (tiếng Armenia: Սբ. Աննա) Và Saint Hripsime (tiếng Armenia: Սբ. Հռիփսիմե Հռիփսիմե). Cái cuối cùng được chế tạo tương tự như Saint Hripsime của Ejmiatsin. Ngoài ra còn có một nhà thờ Công giáo Armenia.

## Lịch sử
Yakubiyah, cùng với các địa phương lân cận Kesab và Ghenamiyah, đã được định cư bởi cộng đồng Armenia giữa thế kỷ 8 và 12 CE.
Năm 1929, bằng nỗ lực của Liên minh Armenia Benevolent (AGBU) và Prelacy Armenia, Giáo phận Aleppo, một trường học Armenia được xây dựng tại ngôi làng, nơi Armenia đang được dạy cùng với tiếng Ả Rập.

### Nội chiến Syria
Trong cuộc Nội chiến Syria đang diễn ra bắt đầu vào năm 2011, vào cuối tháng 1 năm 2013, Yakubiyah đã bị bắt giữ bởi phiến quân chống chính phủ. Hầu hết các cuộc đấu tranh để chiếm ngôi làng tập trung vào một đồn của Quân đội Syria ở lối vào làng và quân đội chính phủ sau đó đã rút về Jisr al-Shughur. Trong khi cơ sở hạ tầng của Yakubiyah không bị thiệt hại đáng kể và không có cư dân nào thiệt mạng trong các vụ đụng độ, nhiều ngôi nhà và doanh nghiệp bị bỏ hoang của nó đã bị cướp phá. Phiến quân chỉ huy một số ngôi nhà trống của làng, tuyên bố họ đã nhận được sự cho phép của cư dân ở đó. Theo người dân địa phương, nhiều người Armenia của Yakubiyah đã trốn khỏi làng trong khi phần lớn người Công giáo vẫn ở đó.